# Rödsvatten (Morlanda socken, Bohuslän)
Rödsvatten är en sjö i Orusts kommun i Bohuslän och ingår i Göta älv-Bäveåns kustområde.